# Карл-Густав Северин
Карл-Густав Северин — релігійний діяч, проповідник, пастор і місіонер — першопроходець від Церкви «Слово Життя» (Швеція, м. Упсала).
Один з перших найбільш відомих місіонерів-засновників церков у колишньому Радянському Союзі. Соратник та помічник пастора церкви «Слово життя» Ульф Екман з м. Упсала, Швеція. Разом вони були першими священнослужителями Церков віри, які відвідали Радянський Союз.
Побувавши в більш ніж 50- ти країнах світу проповідник Карл-Густав Северін проводить євангелізаційні крусейди по країнах СНД.
Росія, Латвія, Естонія, Казахстан і, звичайно, Україні, знають його як авторитетного вчителя Біблії і проповідника.
Він добре знає звичаї, звички, проблеми, а також національний менталітет жителів цих країн.

## Біографія
Карл-Густав Северін народився в грудні 1953 року. Відучившись в 1983–1984 рр. в Біблійної школі м. Талса (США) він повернувся до Швеції, де і продовжив своє служіння Господу. Вперше він відчув Божий заклик для роботи в колишньому Радянському Союзі на конференції в Міннеаполісі, коли побачив у видінні російського пастора, який гаряче молився про те, щоб Господь послав робітників до Росії.
Не залишившись байдужим до цього бачення, у березні 1985 Карл-Густав Северін перший раз перетнув кордон колишнього Радянського Союзу. Першим містом, який йому довелося побачити, був Ленінград (нинішній Санкт -Петербург) і відвідав служіння однієї з місцевих протестантських церков. Пастор церкві не дозволив йому молитися за людей з покладанням рук за присутніх, бо боявся переслідування з боку КДБ. Однак на цьому служінні був присутній пастор однієї з п'ятидесятницьких церков з Гатчини (Ленінградська облать). Він запросив Северина проповідувати у своїй Церкві і він погодився. Ця церква і стала першою церквою, в якій Северин К-Г почав служити.
Сім'я Карла-Густава Северина живе у Швеції . Він одружений і має п'ятьох дітей — Андреас, Тереза , Даніель, Пернілла, Натанаель.

## Рідна церква
Церква «Слово життя» в Уппсалі, Швеція, заснована пастором і теологом Ульфом Екманом 24 травня 1983 року . Сам Ульф Екман керував церквою як головний пастор до 2000, коли він склав з себе цей пост і передав його Роберту Еку, зосередився разом з К-Г. Северином в області розширення міжнародного впливу церкви «Слово життя» зокрема і протестантизму в цілому.
Церква є представником поміркованого харизматичного руху.
Материнська церква «Слово життя» в м. Упсала, Швеція, надає автономію помісним церквам. В містах, важливих для церкви з точки зору стратегічного розвитку, засновуються великі помісні церкви, які розвивають різноманітну діяльність і мають ряд освітніх програм. Ці церкви мають статус «центрів» «Слова життя»:
- Уппсала Швеція http://livetsord.se [Архівовано 24 березня 2022 у Wayback Machine.] Старший пастор Роберт Екк
- Москва Росія http://wolrus.org [Архівовано 15 березня 2022 у Wayback Machine.] [3] Старший пастор Маттс-Ола Ісхоел є заступником Голови правління РОСХВЄ, веде активну роботу в рамках Союзу.
- Єреван Вірменія http://www.wolarm.org [Архівовано 14 травня 2021 у Wayback Machine.] [4] Старший пастор — Артур Симонян
- Нижньовартовськ, Сибір[5] Старший пастор — Василь Вітюк
- Баку, Азербайджан https://web.archive.org/web/20120531041424/http://lob.az/ Старший пастор церкви в Баку — Расім Халілов
- Душанбе, Центральна Азія http://woltj.my1.ru [Архівовано 27 лютого 2022 у Wayback Machine.]

У Росії церкви « Слово життя» юридично об'єднані в "Асоціацію Християн Віри Євангельської "Церкви віри"" Президент асоціації церков в Росії Маттс-Ола Ісхоел . Асоціація об'єднує близько 250 церков (за власними даними) і входить до Російський об'єднаний Союз християн віри євангельської (п'ятидесятників) РОСХВЄ, старший єпископ — С. В. Ряховський. Головна організація асоціації — Московська церква «Слово життя» об'єднує, за власними даними, близько 4000 членів і розташовується за адресою Москва, вул. Павла Корчагіна, буд. 2.

## Початок служіння у колишньому СРСР
К-Г Северин став регулярно приїжджати в одну з невеликих церков з Гатчини (Ленінградська облать), де проповідував основи вчення віри. Для віруючих Радянського Союзу це вчення було новим і викликало інтерес так, що іноді служіння починалися в 11 годин і закінчувалися в 19 . Саме в цей час пастора Шведської Церкви "Слово Життя " налагоджують контакти з кількома людьми в колишньому Радянському Союзі, які стануть у майбутньому лідерами Руху Віри на території Радянського Союзу. Це були — Руслан Белосевіч, Альберт Тюрнпу (Векслер), Михайло Котов, Максим Максимов та Олексій Лєдяєв.
У Росії першим і основним центром розвитку є Московська церква «Слово життя», проголошена Ульфом Екманом 10 вересня 1995.
Деякі великі помісні церкви «Слово життя» в Росії розташовані: в Самарі, в Челябінську, в Калінінграді https://web.archive.org/web/20161112051808/http://wolbalt.ru/[уточнити], в Іркутську http://wolirk.ru [Архівовано 24 березня 2022 у Wayback Machine.], у Ростові-на-Дону http://wolros.ru [Архівовано 25 березня 2022 у Wayback Machine.], в Красноярске https://web.archive.org/web/20161021212905/http://wolkrs.org/, в Калузі http://nebesnaya7.com [Архівовано 23 березня 2022 у Wayback Machine.], в Улан-Уде http://woluu.ru [Архівовано 24 березня 2022 у Wayback Machine.], в Сочі https://web.archive.org/web/20141219022246/http://wolsochi.org/в Пятигорске, у Владикавказі, у Влаидвостоці http://www.woldv.org/ [Архівовано 29 жовтня 2013 у Wayback Machine.] 

## Сучасне служіння
На сьогодні навряд чи можна знайти багато людей, подібних Карлу-Густаву Северину, які віддали людям за «залізною завісою» стільки любові, тепла, молитов і серцевої доброти. Він неодноразово перетинав неозорі простори колишнього Радянського Союзу із заходу на схід і з півдня на північ.
Зізнаючись у своїй любові до народів колишнього Радянського Союзу, він написав книгу "Народ, який викрав наші серця", в якій описав історію початку і становлення протестантських церков в Росії, Україні і в інших пострадянських державах..

## Служіння в Україні
Наприкінці 80-х років Україна зазнала значних змін у духовній сфері, які обумовили потребу у заповнені так званого «духовного вакууму» та посиленні впливу християнства на суспільство.
В цей час духовні пошуки багатьох вітчизняних баптистів та п'ятидесятників призвели до приєднання їх до харизматичного руху. Значний вплив на формування і розвиток харизматичного руху як в Україні взагалі, так і на Донбасі зокрема, зробили служителі церкви «Слово Життя» з м. Упсала (Швеція) Ульф Екман та Карл-Густав Северин.
В результаті 1 травня 1990 р. у м. Донецьку була офіційно зареєстрована помісна церква "Слово Життя", яка стала на більше ніж два десятиліття центром служіння Ульфа Екмана та Карл-Густава Северина в Україні.